# Kanaarister mysolicus
Kanaarister mysolicus är en skalbaggsart som först beskrevs av Sylvain Auguste de Marseul 1864.  Kanaarister mysolicus ingår i släktet Kanaarister och familjen stumpbaggar. Inga underarter finns listade i Catalogue of Life.